# Orchis mascula subsp. laxifloriformis
Orchis langei · Orchis de Lange, Orchis d'Espagne
Sous-espèce
Synonymes
- Orchis langei K.Richt., 1890
- etc.

Orchis mascula subsp. laxifloriformis, l’Orchis de Lange ou Orchis d'Espagne, est une sous-espèce d’Orchis mascula, est une sous-espèce de plantes à fleurs de la famille des Orchidaceae et du genre Orchis. Elle est originaire de la Péninsule ibérique.

## Taxonomie
La plante est décrite en premier par Karl Richter en 1890, qui la classe dans le genre Orchis sous le nom binominal Orchis langei. Il publie ce nom d'espèce à partir des travaux de Johan Lange à qui il dédie en conséquence l'épithète spécifique langei. En 1946, Salvador Rivas Goday & B. Rodríguez décrivent une sous espèce d’Orchis mascula, sous le nom  Orchis mascula subsp. laxifloriformis. En 2008, D.Tyteca & E.Klein déplacent l'espèce dans le genre Androrchis sous le nom Androrchis langei. Cependant, le nom correct est Orchis mascula subsp. laxifloriformis,.
Orchis mascula subsp. laxifloriformis a pour synonymes :
- Androrchis langei (Lange ex K.Richt.) D.Tyteca & E.Klein, 2008[2],[3]
- Orchis hispanica A.Niesch. & C.Niesch., 1970[2],[3]
- Orchis langei Lange ex K.Richt., 1890[2],[3]
- Orchis langei subsp. magrebensis F.M.Vázquez, 2012[2]
- Orchis langei f. maquedina F.M.Vázquez, 2009[2],[3]
- Orchis mascula subsp. hispanica (A.Niesch. & C.Niesch.) Soó, 1972[2],[3]
- Orchis mascula var. fallax E.G.Camus[3]
- Orchis masculolaxiflora Lange[3]

## Description

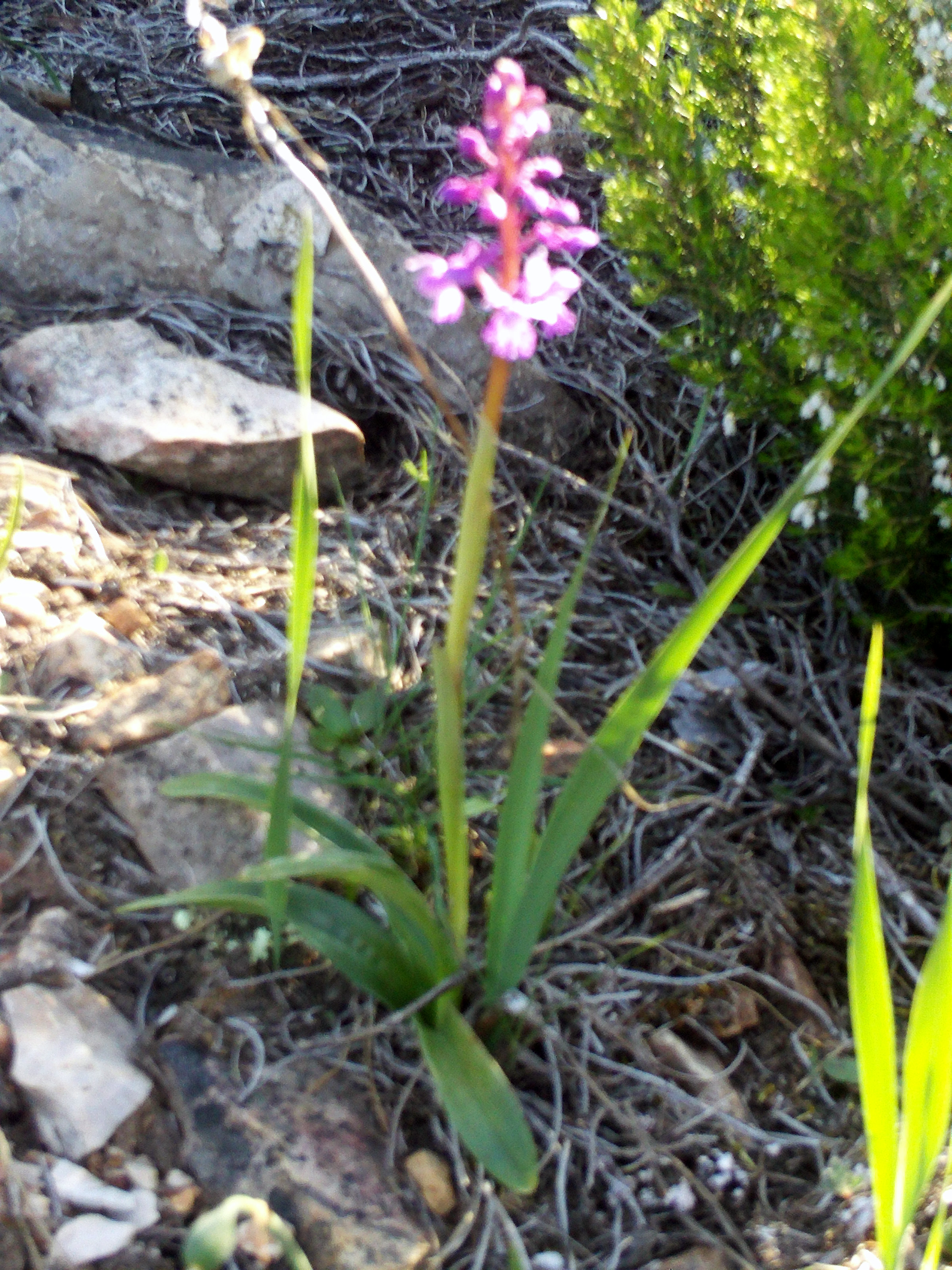
Aspect général, avec les feuilles visibles.

### Appareil végétatif
La tige mesure jusqu'à 56 cm, solide, lisse, jusqu'à 4 mm d'épaisseur au début de l'inflorescence et jusqu'à 10 mm à la base de la rosette basale ; elle est munie de 2 à 5 feuilles sur toute sa longueur, vert clair à vert foncé. Les feuilles à la base sont par 3-6, de dimensions (4)5-12 x 0,8-2,2 cm, lancéolées à ovo-lancéolées, généralement pourvues de macules ; elles ont 5–12 paires de nervures marquées ; celles de la tige sont de dimensions 2,7-8 x 0,7-1,8 cm, lancéolées, gainant la tige, les terminales bractéiformes, avec 3–7 paires de nervures marquées.

### Appareil reproducteur
Les inflorescences sont lâches, de 5-16(17) cm, 1/2 à 1/3 de la longueur de la tige, cylindriques, avec 7-20(28) fleurs, les fleurs étant toutes rassemblées, jamais isolées le long de la tige. Les bractées florales, de dimensions (8-)10-18 x 2-4 mm, sont lancéolées, à pointe aiguë, de couleur violette à rose, parfois blanchâtres, plus courtes ou légèrement plus longues que l'ovaire. Les fleurs ont les sépales érigés, repliés vers l'arrière, ovoïdes-lancéolées, les nervures légèrement marquées, latérales de 7–10 mm, l'apex arrondi, coloré de rose, pourpre à blanchâtre ; celle du centre est légèrement plus courte, à l'apex arrondi. Les pétales latéraux sont courbés et rapprochés, formant un casque avec le sépale central, de 5–8 mm, lancéolés, roses, blanchâtres à violets, avec un sommet arrondi, et avec des nerfs légèrement marqués. Le labelle est de dimensions 7-12(14) x 8-14 mm, plus large que long ou légèrement égal en largeur et en longueur, avec les trois lobes tronqués à l'apex, les lobes latéraux de 3–6 mm, le central de 3–7 mm, divisé en deux petits lobes ne dépassant pas 2 mm ; les lobes latéraux sont plus courts que le central, repliés longitudinalement et transversalement dans la moitié basale, roses, violets ou blanchâtres, généralement maculés. Les macules se développent près de la base de la cavité stigmatique ; le bord est droit à légèrement ondulé ; la surface du labelle est lisse. L'éperon mesure 7-12(14) mm, plus court ou égal au labelle, horizontal et droit, lisse, l'apex épaissi, rose, violet ou blanchâtre, la gorge de 2–3,5 mm. L'ovaire mesure 8-18 x 3,5-6 mm, et la capsule 14-19(21) mm. La floraison a lieu entre avril et juin. Les cellules diploïdes possèdent 42 chromosomes (2n=42).

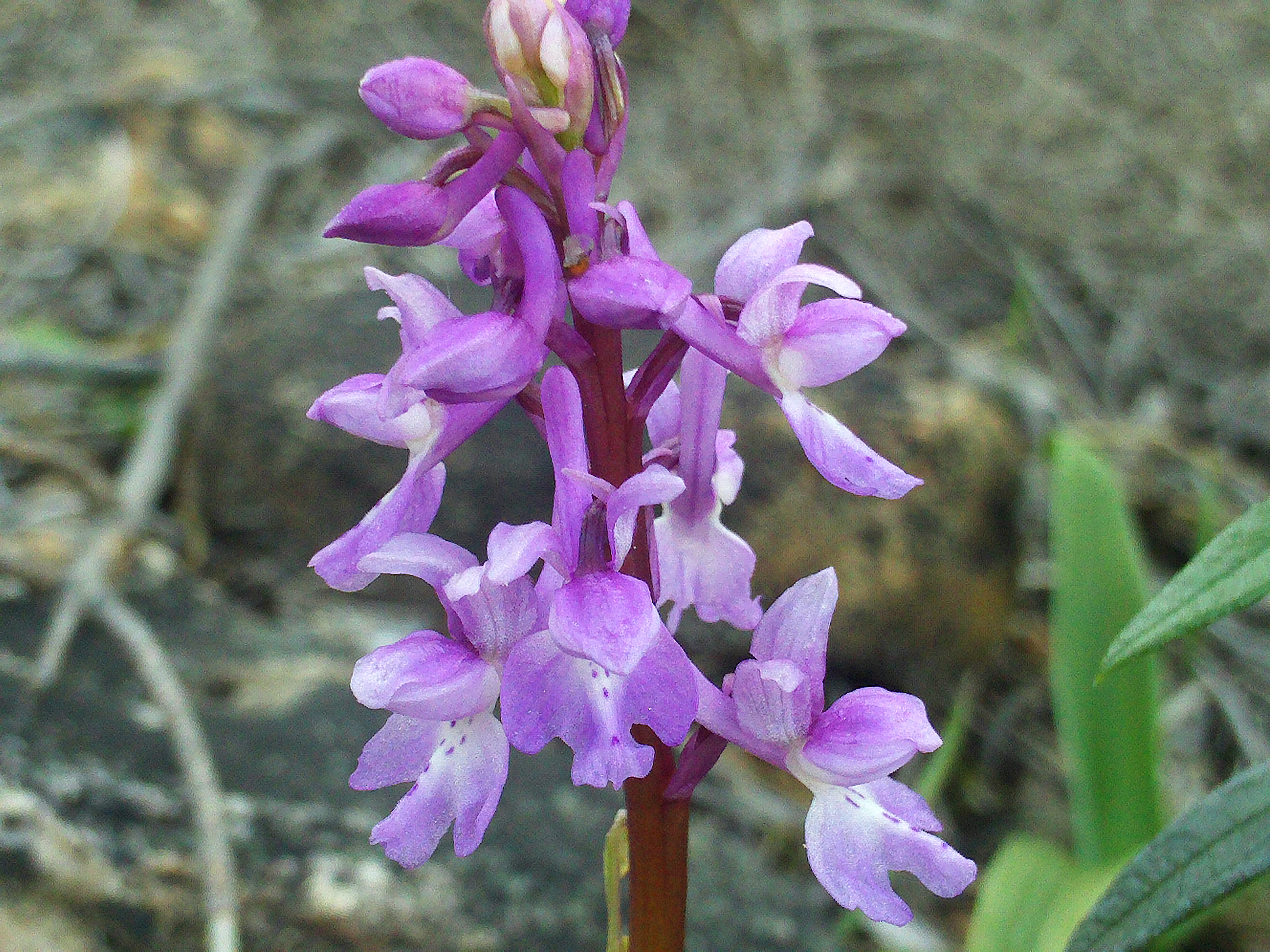
Inflorescence.
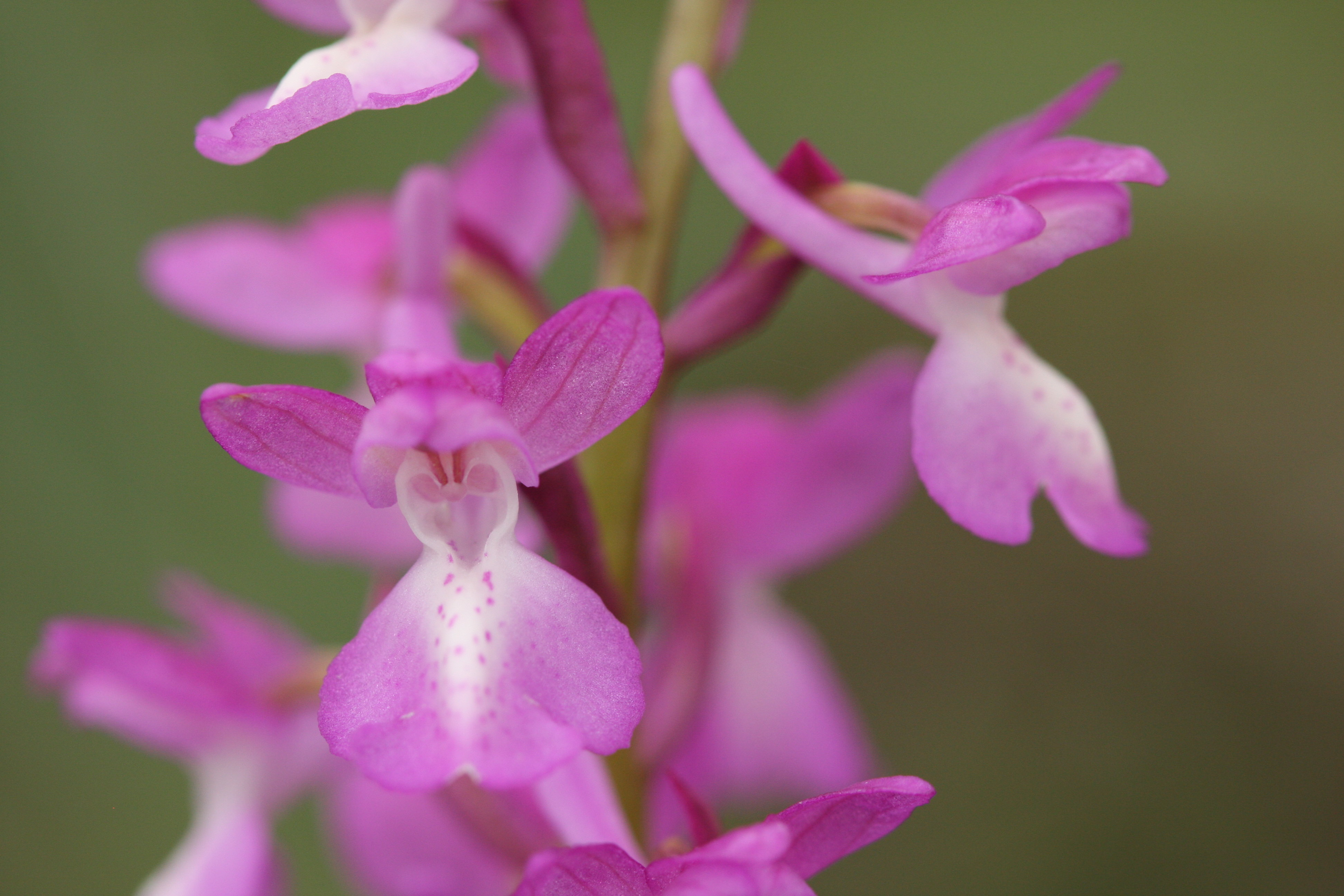
Détail des fleurs.
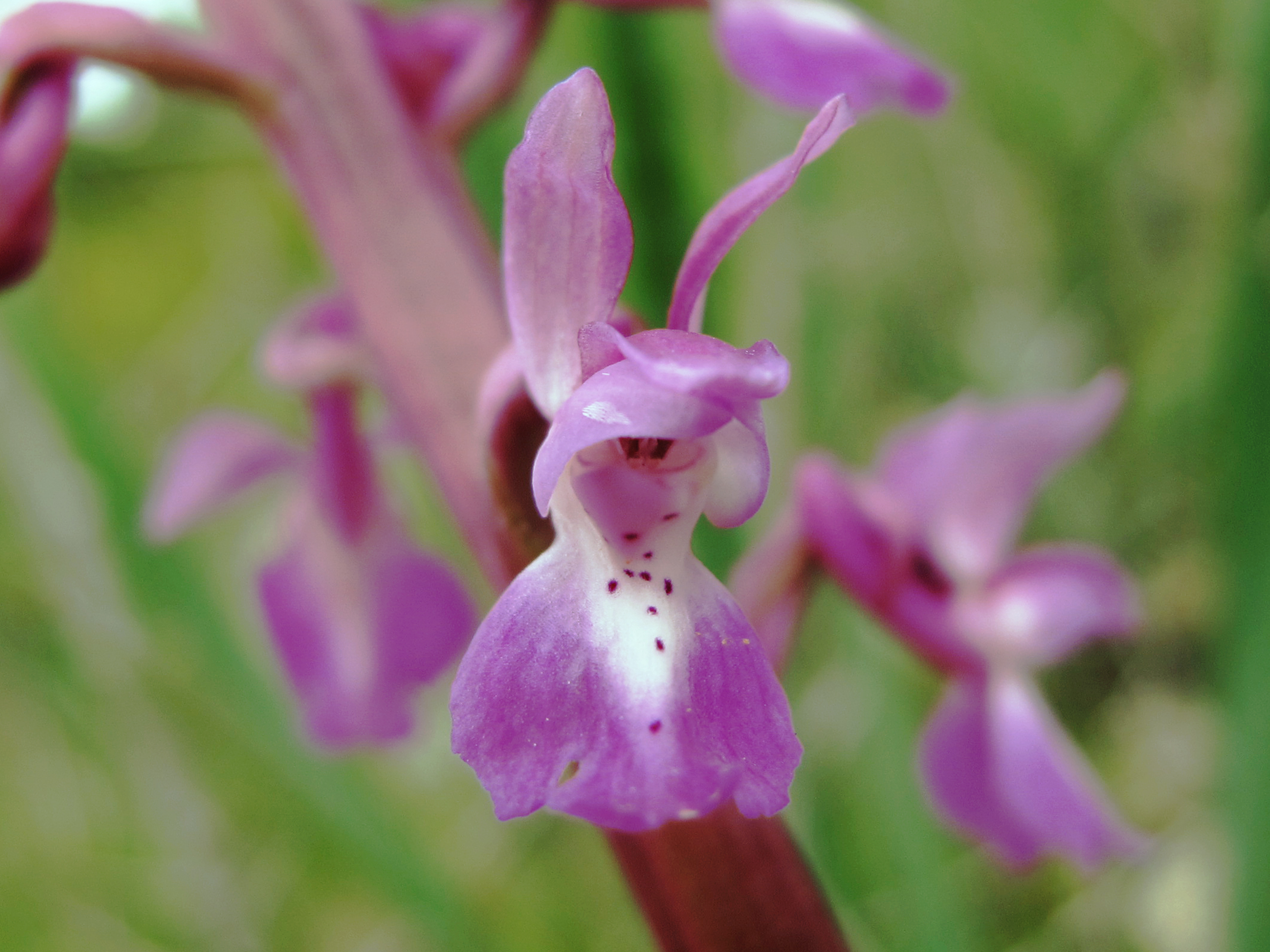
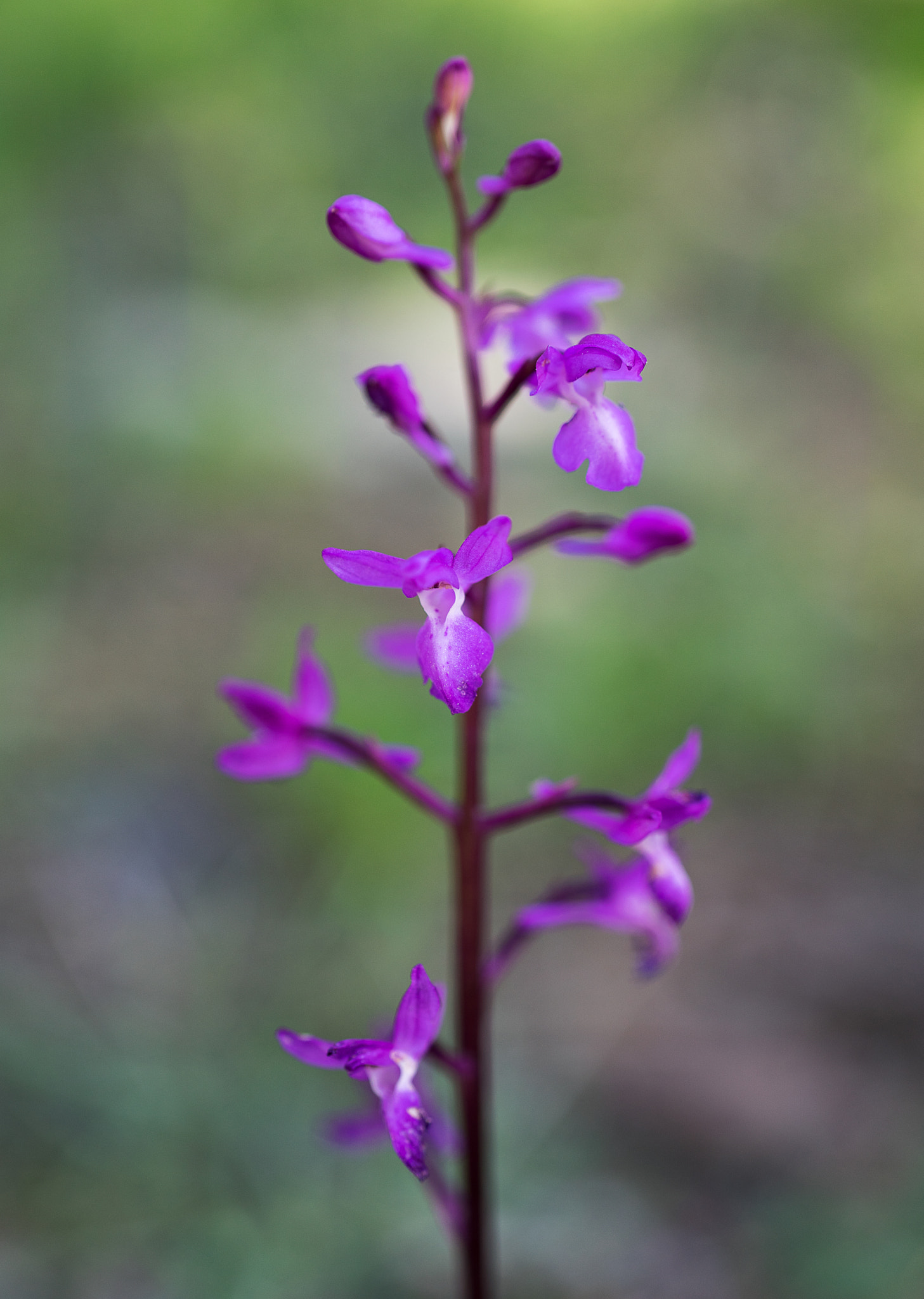

### Variabilité
Des variations ont été détectées dans les populations d'Estrémadure pour ce taxon ; elles sont toutes liées à des variations de la morphologie et de la couleur des parties florales, ainsi que de la taille et des dimensions de la tige et des feuilles. Les variations des organes végétatifs sont considérées comme étant associées aux conditions environnementales, tandis que les variations de la morphologie florale sont considérées comme étant dues à l'origine hybride possible du taxon. Certains spécimens avec un petit labelle légèrement arqué sont proches de Orchis tenera (Landwehr) C.A.J.Kreutz, d'autres avec un éperon long et courbé sont proches de Orchis olbiensis Reut. ex Gren. Il existe même des spécimens à fleurs albinos. Ces taxons sont considérés comme une forme par F.M.Vázquez, sous le nom Orchis langei f. maquedina. Cependant cette forme n'est pas reconnue, et ce dernier nom est synonyme de Orchis mascula subsp. laxifloriformis,.

### Confusions possibles
En Estrémadure, elle forme un hybride avec Orchis olbiensis Reut. ex Gren., nommé Orchis ×serraniana par Pierre Delforge en 1989,, caractérisé par la présence de fleurs de plus de 6 mm de long, le labelle non replié dorsalement, légèrement aquilin, faiblement maculé, avec éperon, de plus de 5 mm de long, et recourbé vers le haut. Chez certaines populations du sud de Badajoz, des spécimens ont été trouvés avec des fleurs de morphologie intermédiaire entre l'Ophris de Lange et Orchis tenera (Landwehr) C.A.J.Kreutz (nom correct : Orchis mascula subsp. mascula), bien que la plupart de l'inflorescence, du port et du comportement floral soient conformes aux modèles d’O. m. subsp. laxifloriformis, de sorte que ces spécimens ont été intégrés dans la gamme de variabilité de cette dernière sous-espèce. Ces dernières variations peuvent être dues aux effets des conditions environnementales sur la morphologie des fleurs, et à l'inégalité du comportement morphologique des fleurs en fonction de leur stade de maturité. Ainsi, les fleurs immatures (surtout les fleurs terminales) de l'Ophris de Lange, lorsque l'humidité ambiante est élevée et qu'il fait des températures inférieures à 24 ºC, sont très similaires aux fleurs matures d’O. m. subsp. mascula.
O. m. subsp. laxifloriformis peut également se croiser avec Cephalanthera longifolia (L.) Fritsch. Elles forment ainsi l'espèce × Cephalorchis sussana, caractérisée par la présence de fleurs groupées en une inflorescence terminale lâche, pourvue de sépales connivents, groupées, formant une sorte de casque, le labelle légèrement lobé, concave et laissant une petite ouverture pour le passage des insectes, avec un éperon court et toutes les parties violacées. La possibilité de croisement entre les deux espèces est très limitée, car elles ont une morphologie florale différente, une coloration des pièces florales différente, et le nombre de chromosomes coïnciderait dans le cas où Cephalanthera longifolia était de 2n=34+2B et O. m. subsp. laxifloriformis de 2n=36, car il s'agit du nombre de chromosomes le plus bas et le plus proche connu pour les représentants du genre Orchis dans la péninsule ibérique.
Enfin, Jean-Pierre Amardeilh a décrit en 2009 l'espèce Orchis ×navarrensis, fruit du croisement entre O. m. subsp. laxifloriformis et Orchis provincialis.

## Habitat et écologie

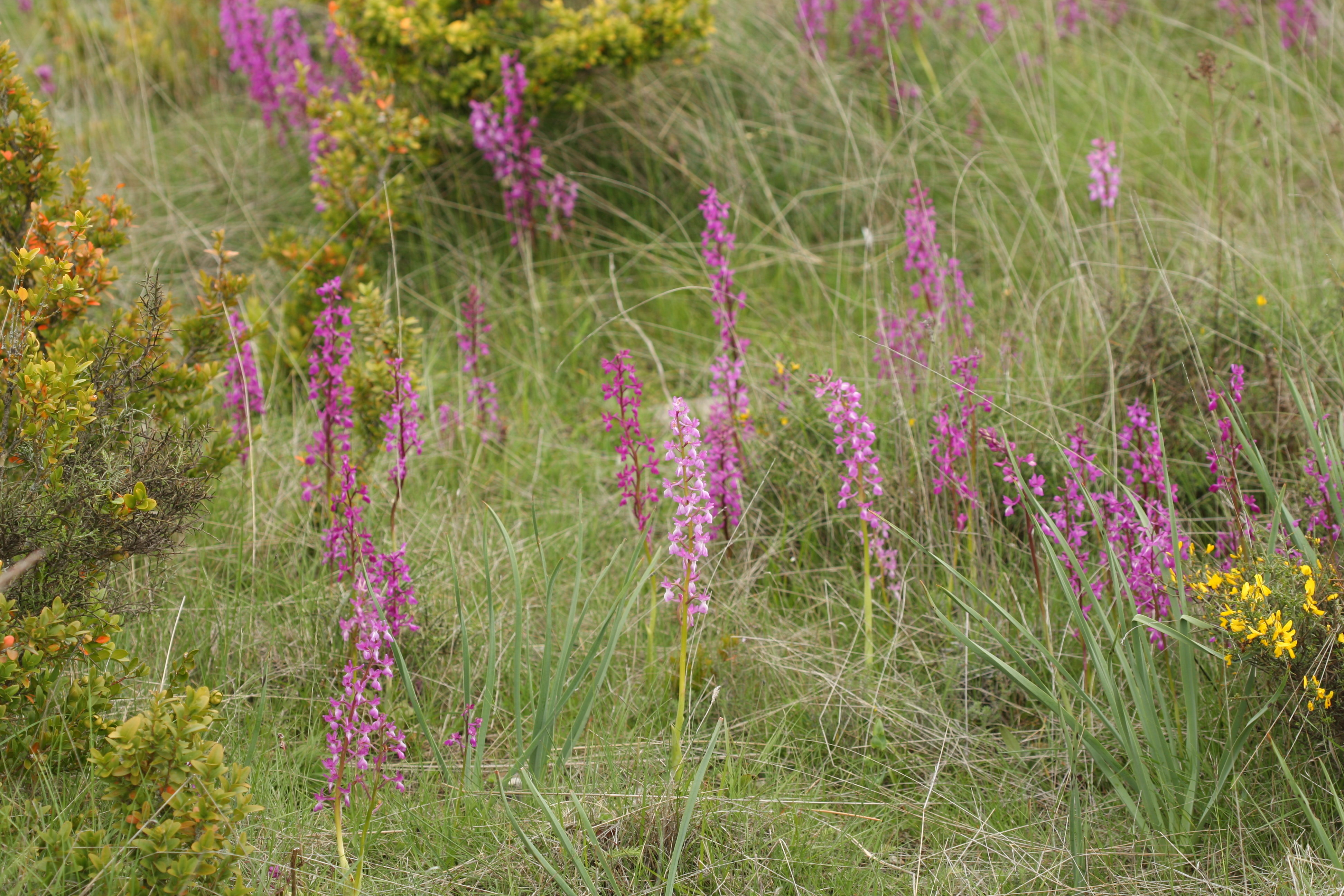
Orchis de Lange dans leur habitat.

La plante pousse dans les forêts de feuillus, bien qu'il soit également possible de la trouver dans les forêts sclérophylles avec une forte humidité ambiante. Elle préfère les zones ombragées, dans les endroits où les sols sont riches, forts, au pH neutre à légèrement alcalin ; elle est plus fréquente sur les substrats calcaires. Elle pousse généralement à plus de 500 m au-dessus du niveau de la mer, dans des zones où les précipitations sont supérieures à 650 mm par an.
L'Orchis de Lange forme des populations très abondantes et étendues, avec plus de 500 spécimens dans certaines populations comme à Cabeza de la Vaca ou Valle de Matamoros dans la province de Badajoz. Ce sont généralement des populations allant jusqu'à 10 hectares, continues et homogènes avec une énorme variabilité morphologique florale. Quelques hyménoptères du genre Bombus et des espèces de taille moyenne du genre Apis pollinisent ses fleurs dans le sud de Badajoz. Comme les autres espèces du groupe des Masculae, c'est une plante qui ne produit pas de nectar sur l'éperon.

## Répartition
L'espèce a pour aire de répartition la Péninsule ibérique, débordant au nord sur les Pyrénées centrales et au sud au Maroc,.

## Menaces et conservation
La plante, sous le nom Orchis langei K.Richt., est classée « espèce vulnérable » (VU) sur la Liste rouge de la flore vasculaire de France métropolitaine. Elle est également considérée comme « en danger » (EN) en Aquitaine et comme « vulnérable » (VU) en Midi-Pyrénées. Elle est donc protégée en France.